# Пласибо
 Тази статия е за музикалната група.  За лекарственото средство без истински терапевтичен ефект вижте Плацебо.  
„Пласибо“ е британска алтернативна рок група, състояща се от Брайън Молко (Brian Molko, вокали и китара) и Стефан Олсдал (Stefan Olsdal, бас). Групата е основана през 1994 г. в Лондон.

## История
„Пласибо“ се формира в Люксембург, когато съучениците Брайън Молко и Стефан Олсдал се срещат по време на катастрофа в Южната метро станция в Кенсингтън през 1994 г. и решават да сформират група.
За кратко групата е известна като Ashtray Heart, но после бързо се преименува на „Пласибо“.
Първоначално групата е била пред дилема кой да застане на ударните – Стив Хюит или Робърт Шулцберг, като те са се редували. Когато става ясно, че Хюит е предпочитаната фигура, той участва в групата London band Breed, и затова в договора с Caroline Records като барабанист е записан Шулцберг.
„Пласибо“ нашумяват и поради факта, че членовете им са с различна сексуална ориентация – Олсдал е хомосексуален, Хюит е хетеросексуален, а Молко е бисексуален. Техният стил на живот често се споменава в музиката им. Например в песента „Special K“ от албума Black Market Music (2000) се описва въздействието от наркотика Ketamine.
Брайън Молко си е признавал, че използва ободряващи наркотици. През 1997 г. в интервю за New York Doll той споделя: „Вероятно хероинът е единственият наркотик, който никога не бих опитал“.
Парчетата „Nancy Boy“ от албума Placebo и „Pure Morning“ от Without You I'm Nothing са върхът на успехите им на Острова, и двете влезли в Топ 10.
След Without You I'm Nothing следва период на спад на популярността им в Англия. Пресата там периодично се присмива на личностните им качества и претенциите на основните членове на групата и най-вече на Молко. Въпреки това групата остава крайно популярна в континентална Европа и особено във Франция. Молко владее идеално френски, макар и с английски ударения на думите. Този факт е причина Пласебо първоначално да атакуват френския пазар. И те успяват – там намират значително повече фенове, отколкото във Великобритания.
В Black Market Music стълът им малко се променя – чувства се откровения звук на китарата. Този стил напомня на британския и американският рок от 70-те години, допълнен с извисяващите се вокали на Молко.
Групата е поканена да свири на 50-годишнината на Дейвид Боуи на Madison Square Garden. По-късно, през 1997 г., заедно с Боуи изпълняват „20th Century Boy“ на живо на наградите Брит. През 1998 г. записват и друга дуетна песен с Боуи – Without You I'm Nothing.
Албумът Sleeping with Ghosts (2003) е повече „приключенски“ – експериментира се с танцувални тонове, електронни мотиви, по-малко рок китара, макар че в някои от синглите се запазва традиционният им стил, като например в нашумелия „The Bitter End“.
През есента на 2004 г. излиза колекция със синглите на „Пласибо“ под заглавието Once More with Feeling. Тя съдържа два диска – аудио диск и DVD с клиповете на групата. Впоследствие имат изяви на Wembley Arena, съвместни 2 песни с Робърт Смит от „Дъ Кюър“, турне в Южна Америка.
На 2 юли 2005 г. изпълняват „Twenty Years“ и „The Bitter End“ в концерт на живо на Palace of Versailles във Франция.
През септември 2005 т. завършват записите на новия си албум с Даниел Уейт (Daniel Waite). На групата й предстои работа по няколко песни с Тимо Маас. „First Day“ е завършена през май 2005 г.
Две от песните са осъществени с американски изпълнители: „Meds“ с Алисън Мошарт (Alison Mosshart) от групата „Дъ Килс“ (The Kills) и парчето „Broken Promise“ с Майкъл Стайп от Ар И Ем.
Петият албум Meds „изтича“ незнайно как в Интернет на 17 януари 2006 г. Официалната дата на излизането му е 13 март 2006 г., макар голяма част от феновете да са го слушали 2 месеца по-рано. Първият сингъл от албума е „Because I Want You“, а вторият – „Infra-Red“.
Турнето им на Острова през 2006 г. минава с огромен успех. Концертът им в Лондон е на Alexandra Palace. Повечето от феновете са били пред входовете още от 18 часа на предходния ден и са прекарали там повече от едно денонощие преди да влязат за концерта.
През октомври 2006 г. дебютният им албум се преиздава след студийни подобрения под името 10th Anniversary collectors edition. Към албума е включен и видео диск с клипове, концертни записи и телевизионни участия.
През 2007 г. се провежда Европейско турне. „Пласибо“ отново не пропуска България. Този път концертът е в Зимния дворец на спорта в София на 18 юни и преминава с голям успех пред около 6000 зрители.
В началото на октомври 2007 г. Стив Хюит напуска групата поради „лични и музикални различия“. Браян и Стефан не бързат да му търсят заместник, започват работа по новия им, шести албум. През август 2008 г. „Пласибо“ обявява новя си барабанист – Стив Форест.
Battle for the Sun е издаден на 8 юни 2009 и е първият с участието на Стив Форест. Едноименното парче „Battle for the Sun“ дебютира по BBC Radio 1 на 17 март 2009 г., а впоследствие е налично за свободно сваляне от официалния сайт на групата. Първият сингъл от албума е „For What It's Worth“ с радио дебют на 20 април 2009 г.
На 21 май 2013 г. „Пласибо“ анонсира своя седми албум Loud Like Love. Съдържащ 10 парчета, албумът е издаден на 16 септември 2013 г. Бандата започва през август 2013 г. световно турне, промотиращо албума.

## Членове

### Настоящи
- Брайън Молко (1994–) – вокал, китара, бас китара, клавишни
- Стефан Олсдал (1994–) – бас китара, китара, клавишни, вокал

### Предишни
- основни членове
Робърт Шултцберг (Robert Schultzberg) – 1994 – 1996 – ударни
Стивън Хюит – 1996 – 2007 – ударни
Стив Форест (2008 – 2015) – ударни, беквокал[1]
- турне музиканти
Ксевиър Ройд (Xavior Roide) – 2003 – 2005 – клавишни, беквокал
Алекс Ли (Alex Lee) – 2006 – 2007 – китара, клавишни, беквокал

## Дискография

### Албуми
- 1996 – „Placebo“
- 1998 – „Without You I'm Nothing“
- 2000 – „Black Market Music“
- 2003 – „Sleeping with Ghosts“
- 2004 – „Once More with Feeling“
- 2006 – „Meds“
- 2009 – „Battle for the Sun“
- 2013 – „Loud Like Love“
- 2022 – „Never Let Me Go“

### Сингли
От албума Meds
- Meds
- Because I Want You
- Song To Say Goodbye
- Infra Red

От албума Once More With Feeling
- Twenty Years

От албума Sleeping With Ghosts
- English Summer Rain
- Special Needs
- This Picture
- The Bitter End

От албума Black Market Music
- Black-Eyed
- Special K
- Slave To The Wage
- Taste In Men

От албума Without You I'm Nothing
- Without You I'm Nothing
- Every You Every Me
- You Don't Care About Us
- Pure Morning

От албума Placebo
- Bruise Pristine
- Nancy Boy
- Teenage Angst
- 36 Degrees
- Come Home